# Marie Thérèse de Jésus (Scrilli)
Pour les articles homonymes, voir Marie Thérèse de Jésus (homonymie).
Maria Teresa Scrilli, (Montevarchi, 15 mai 1825 - Florence, 14 novembre 1889) est une religieuse italienne (en religion Marie Thérèse de Jésus), fondatrice des sœurs de Notre Dame du Mont Carmel destiné à l'éducation des jeunes filles pauvres. Elle est béatifiée à Fiesole le 8 octobre 2006. Sa mémoire est célébrée le 14 novembre.

## Biographie

### Enfance et tentative dans les ordres

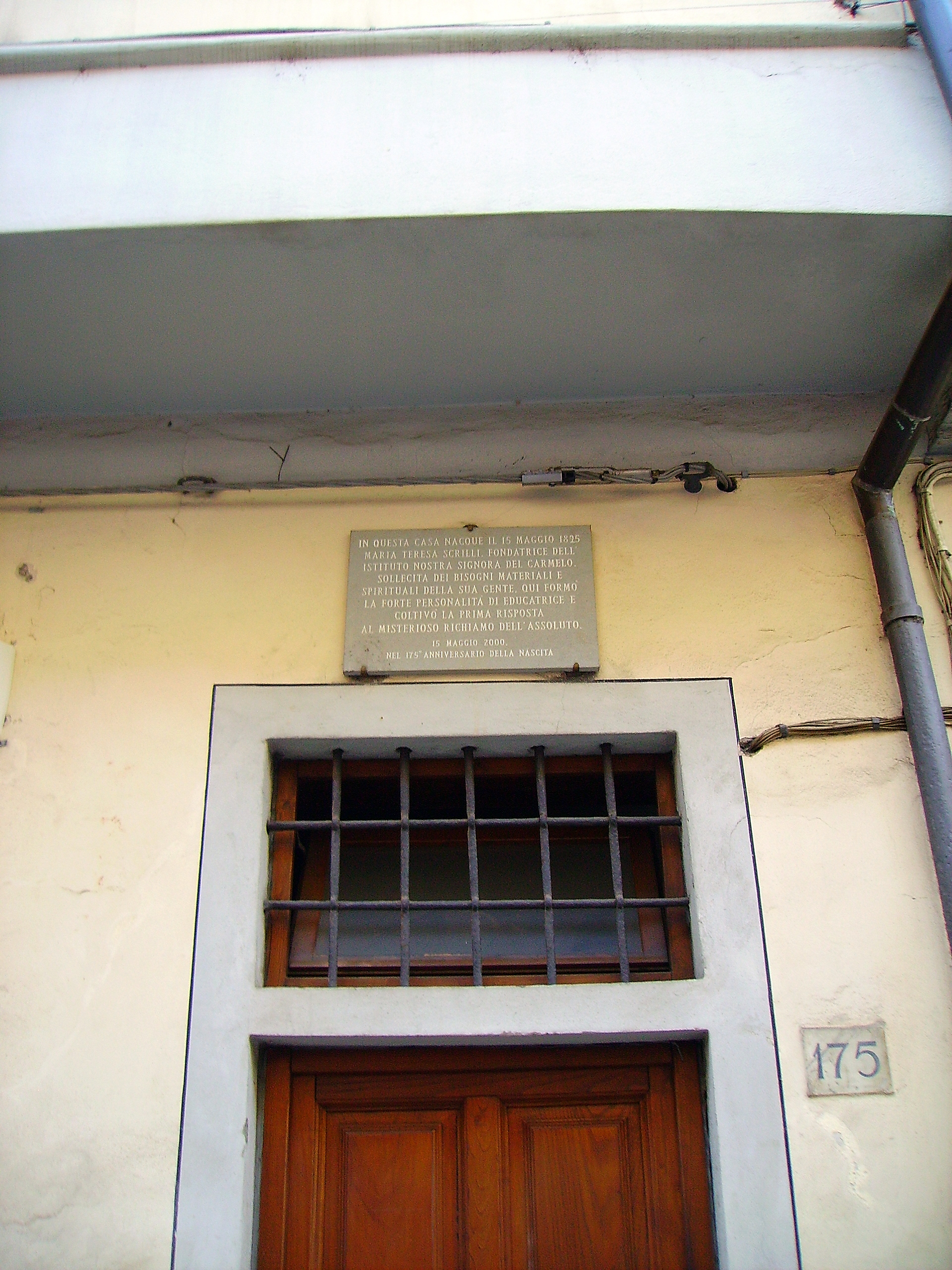
Maison de naissance de la bienheureuse Maria Scrilli.

Maria Scrilli est né le 15 mai 1825 à Montevarchi, dans une famille influente. Elle est la seconde fille de la famille. Mais ses parents qui espéraient un fils montrent une grosse déception à sa naissance. Le manque d'affection que lui témoigne sa mère touche profondément la jeune Maria. Elle est baptisée le jour même de sa naissance dans la Collégiale Saint-Florent. 
Lors de son adolescence, en novembre 1839, une grave maladie cloue au lit la jeune fille durant deux années. À un moment, elle est même tenue pour morte. Le 14 aout 1841, elle guérit "miraculeusement" après avoir prié le martyr saint Florent. Au cours de sa longue convalescence, elle ressent un appel à être religieuse.
Maria décide d'entrer au Carmel. Elle s'oriente vers le couvent de Sainte-Marie-Madeleine de Pazzi à Florence. Ses parents sont fortement opposés à son projet, mais elle entre néanmoins dans le couvent (en 1846) pour en ressortir deux mois plus tard car elle constate qu'elle n'est pas faite pour cette vie de carmélite. Néanmoins, ces deux mois au couvent la confortent dans l'idée qu'elle doit faire quelque chose de particulier et relation avec le Carmel.
Le 14 aout 1847, elle fait sa profession dans le Tiers Ordre Carmélitain Thérésien sous le nom de Marie Thérèse de Jésus.

### Fondation de l'institut
Tout en cherchant à trouver sa vocation, en 1852, Marie Thérèse ouvre une petite école dans sa maison à Montevarchi, où elle se consacre à l'éducation des jeunes filles. Elle leur procure une éducation morale, religieuse et civile, ainsi que la crainte de Dieu et l'amour de la vertu. Trois autres jeunes femmes viennent la rejoindre pour l'aider à l'enseignement. Leurs dévouement et leurs efforts sont remarqués par le directeur et le surintendant des écoles qui leur confie la charge de l'école normale Léopoldine (Scuole Normali Leopoldine).
Progressivement, Maria comprend qu'elle doit intégrer son action d'éducation dans un institut religieux consacré à l'éducation des enfants depuis leur plus jeune âge jusqu'à l'adolescence.
Après avoir obtenu l'approbation de son évêque, ainsi que celle du duc Léopold II de Toscane (duc de la Toscane à cette période), avec trois compagnes, le 15 octobre 1854, elle revêt l'habit de religieuse carmélite et fonde l'institut connu aujourd'hui sous le nom des Sœurs de Notre-Dame du Carmel. 
Le nombre d'élèves dans ses classes augmente rapidement, et de nouvelles vocations se présentent pour entrer dans leur congrégation. Au printemps 1856 (moins de deux ans après la fondation de l'institut), la municipalité de Foiano della Chiana lui demande de venir s'occuper de son école de filles. Mère Marie envoie plusieurs religieuses, leur travail est très apprécié dans l'école.

### Le temps des épreuves
Mais, les troubles politiques et l'anticléricalisme présent à cette époque entraînent la fermeture brutale de l'institut. Les dirigeants politiques de Montevarchi, qui désapprouvent la présence des Carmélites, confisquent leur école en 1859 et obligent les religieuses à s'habiller en civil.
Ne s'avouant pas vaincue, la fondatrice ouvre une maison et une école privée à Montevarchi. Mais, compte tenu du manque de place dans ces nouveaux locaux, et pour éviter de nouvelles oppositions administratives, plusieurs religieuses, ainsi que mère Marie logent au domicile de leur famille.
En 1862, une loi interdit aux simples citoyens de diriger une école privée. Les religieuses doivent fermer leur école et retourner vivre dans leurs familles respectives.
En 1875 mère Marie Thérèse s'installe à Florence. Elle reconstitue sa communauté avec la bénédiction de l'archevêque de la ville et ouvre un pensionnat pour jeunes filles pauvres. Le 15 octobre 1882, l'institut prend le nom de Institut des Sœurs du Tiers Ordre de Sainte Thérèse. Les religieuses reprennent l'habit (de carmélite) qu'elles avaient déposé en 1859.
Mais les conditions de vie austère des religieuses et l'insalubrité des lieux entraînent le décès de plusieurs religieuses.
La fondatrice elle-même, mère Marie Thérèse, voit sa santé fragile attaquée par de multiples affections. Finalement, elle décède le 14 novembre 1889 à l'âge de 64 ans.

### La poursuite de l'institut
Après la mort de la fondatrice, l'institut ne compte que deux religieuses, appuyées par une novice et une postulante. La situation est critique et la survie de cette fondation très hypothétique. L'institut survit péniblement durant dix ans avant de recommencer à s'agrandir doucement. En 1919 de nouvelles maisons sont ouvertes, les constitutions sont rédigées et de nombreuses vocations arrivent. Le 31 mars 1929 l'institut est officiellement rattaché à l'Ordre du Carmel.
Le 27 février 1933, l'approbation du pape est obtenue pour ce nouvel institut. Durant les deux guerres mondiales, l'action des religieuses s'étend aux prisonniers (à Ancône) et aux personnes âgées.
Aujourd'hui l'institut est présent en Italie, États-Unis, Canada, Pologne, Inde, Brésil, la République tchèque et les Philippines.

### Béatification et culte

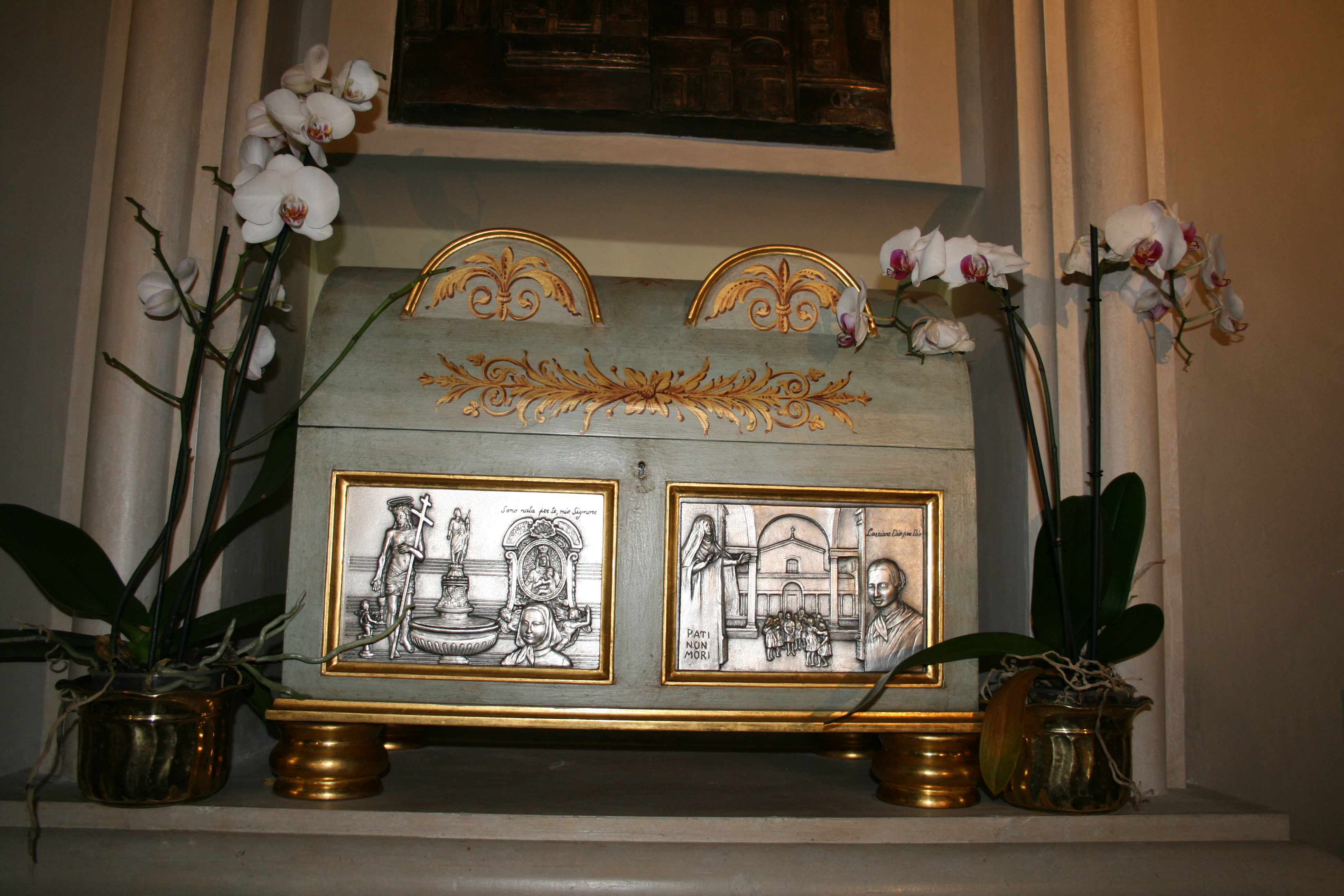
Reliquaire de la défunte dans la collégiale Saint-Laurent (Montevarchi).

Le procès diocésain de béatification est ouvert à Fiesole de 1989 à 1991. Le 29 mai 1992 la congrégation pour la cause des saints reconnait la validité du procès diocésain.
Le pape Jean-Paul II déclare Mère Marie Thérèse de Jésus comme Vénérable le 20 décembre 2003.
Benoît XVI reconnait le miracle nécessaire pour la béatification le 19 décembre 2005. Ce miracle reconnu par le Vatican concerne une jeune mère de famille brésilienne souffrant d'une tumeur.
La béatification est prononcée par le cardinal José Saraiva Martins dans l'amphitéâtre romain de  Fiesole le 8 octobre 2006.
Les restes de la défunte reposent dans la collégiale Saint-Laurent de Montevarchi.

## Citations
« Par moi-même, je ne puis rien faire et, même si je ne le pouvais, je ne le voudrais pas, parce que je ne désire rien d'autre sauf ceci : « Que votre volonté se fasse en moi ». »